# Hollywood’s Bleeding
Hollywood’s Bleeding – trzeci album studyjny amerykańskiego piosenkarza Posta Malone’a wydany nakładem wytwórni Republic Records 6 września 2019 roku. Na albumie pojawiają się gościnnie: Da Baby, Future, Halsey, Meek Mill, Lil Baby i Ozzy Osbourne, Travis Scott, SZA, Swae Lee oraz Young Thug.
W Polsce nagrania uzyskały certyfikat trzykrotnie platynowej płyty.

## Tło i nagrywanie albumu
5 czerwca 2018 roku, doniesiono, że Post rozpoczął prace nad trzecim albumem studyjnym. 18 października Malone wydał piosenkę z amerykańskim raperem Swae Lee zatytułowaną Sunflower w ramach ścieżki dźwiękowej do filmu Spider-Man: Universum. Miesiąc później raper poinformował, że próbuje wydać część nowej pracy przed końcem roku i wydał jedynie singiel Wow. Obie piosenki odniosły powszechny sukces komercyjny: Wow osiągnęło drugie miejsce na liście Billboard Hot 100, podczas gdy Sunflower znalazł się na szczycie listy i pozostawał w pierwszej dziesiątce notowania przez 32 tygodnie.

## Single
5 lipca 2019 roku, piosenka Goodbyes z gościnnym występem Young Thuga została wydana jako drugi singel z albumu. Później tego samego miesiąca Malone powiedział, że skończył nagrywać swój trzeci album studyjny. Oficjalną nazwę albumu i datę jego wydania oficjalnie ogłoszono 26 sierpnia, a cztery dni później wydano trzeci singel zatytułowany Circles.

## Lista utworów
Lista opracowana na podstawie źródeł.
| Nr  | Tytuł utworu                                                  | Tekst                                                                               | Producent                       | Długość |
| --- | ------------------------------------------------------------- | ----------------------------------------------------------------------------------- | ------------------------------- | ------- |
| 1.  | „Hollywood’s Bleeding”                                        | Austin Post, Louis Bell, Brian Lee, Billy Walsh, Carter Lang                        | Bell, Lee                       | 2:36    |
| 2.  | „Saint-Tropez”                                                | Post, Adam Feeney, Jahaan Sweet, Nima Jahanbin, Paimon Jahanbin, Bell, Walsh        | Frank Dukes, Sweet, Wallis Lane | 2:30    |
| 3.  | „Enemies” (gościnnie DaBaby)                                  | Post, Jonathan Kirk, Bell, Walsh                                                    | Bell                            | 3:16    |
| 4.  | „Allergic”                                                    | Post, Bell, Lee, Walsh                                                              | Bell, Lee                       | 2:36    |
| 5.  | „A Thousand Bad Times”                                        | Post, Bell, Feeney, Walsh, Kaan Gunesberk                                           | Bell, Dukes                     | 3:41    |
| 6.  | „Circles”                                                     | Post, Feeney, Walsh, Gunesberk, Bell                                                | Post, Dukes, Bell               | 3:34    |
| 7.  | „Die for Me” (gościnnie Future i Halsey)                      | Post, Nayvadius Wilburn, Ashley Frangipane, Bell, Andrew Watt, Happy Perez, Walsh   | Bell, Watt, Happy Perez         | 4:05    |
| 8.  | „On the Road” (gościnnie Meek Mill i Lil Baby)                | Post, Robert Williams, Dominique Jones, Bell, Nick Mira, Walsh, Tavoris Hollins Jr. | Bell, Mira                      | 3:38    |
| 9.  | „Take What You Want” (gościnnie Ozzy Osbourne i Travis Scott) | Post, John Osbourne, Jacques Webster, Bell, Watt, Walsh                             | Bell, Watt                      | 3:49    |
| 10. | „I’m Gonna Be”                                                | Post, Bell, Walsh                                                                   | Bell                            | 3:20    |
| 11. | „Staring at the Sun” (gościnnie SZA)                          | Post, Solána Rowe, Bell, Feeney, Walsh, Matt Tavares                                | Post, Bell, Dukes, Tavares      | 2:48    |
| 12. | „Sunflower (Spider-Man: Into the Spider Verse)” (z Swae Lee)  | Post, Khalif Brown, Carl Rosen, Lang, Bell, Walsh                                   | Lang, Bell                      | 2:38    |
| 13. | „Internet”                                                    | Post, Kanye West, Dacoury Natche, Bell                                              | Post, DJ Dahi, BloodPop, Bell   | 2:03    |
| 14. | „Goodbyes” (gościnnie Young Thug)                             | Post, Jeffery Williams, Lee, Bell, Walsh, Val Blavatnik, Jessie Foutz               | Lee, Bell                       | 2:56    |
| 15. | „Myself”                                                      | Post, Josh Tillman, Bell, Feeney, Emile Haynie                                      | Post, Bell, Dukes, Haynie       | 2:38    |
| 16. | „I Know”                                                      | Post, Bell, Walsh                                                                   | Post, Bell                      | 2:21    |
| 17. | „Wow”                                                         | Post, Bell, Feeney, Walsh                                                           | Bell, Dukes                     | 2:29    |
|     |                                                               |                                                                                     |                                 | 50:58   |

### Inne informacje
1. ↑  "Internet" zawiera wokale BloodPopa.
2. ↑  "Wow" jest stylizowane na "Wow.".

## Personel
Całe programowanie i produkcja jest przyznana producentom każdego utworu, z kilkoma wyjątkami.

### Instrumenty
- Austin Post – gitara (utwór 6)
- Kaan Gunesberk – programowanie (utwór 5) i gitara (utwór 6)

### Techniczny
- Louis Bell – nagrywanie (utwory 1–11 i 13–17), produkcja wokali (utwory 1–11 i 13–17), inżynieria (utwór 12)
- Anthony Cruz – nagrywanie (utwór 8)
- Dave Rowland – nagrywanie (utwór 15)
- Manny Marroquin – miksowanie (cały album)
- Chris Galland – pomoc przy miksowaniu (utwory 1–11 i 13–17)
- Robin Florent – pomoc przy miksowaniu (utwory 1–11 i 13–17)
- Scott Desmarais – pomoc przy miksowaniu (utwory 1–11 i 13–17)
- Jeremie Inhaber – pomoc przy miksowaniu (utwory 1–8, 11, 13, 14 i 16)
- Mike Bozzi – miksowanie (utwory 6–10 i 14)